# Julien Mazet
Julien Mazet (Villeneuve-sur-Lot, 19 maart 1981) is een Frans wielrenner.

## Belangrijkste overwinningen
2003
- Eindklassement Le Transalsace International (U23)
- Frans kampioen Individuele tijdrit op de weg, Beloften

2004
- 2e etappe Giro della Valle d'Aosta
- 5e etappe Giro della Valle d'Aosta

2005
- 1e etappe Tour de la Manche

## Tourdeelnames
geen
Abakoumov ·
Bazajev ·
Colom ·
de Kort ·
Frei ·
Goerov ·
Haselbacher ·
Iglinski ·
Ivanov ·
Jakovlev ·
Joachim · 
Kasjetsjkin (tot 31/08) · 
Kemps · 
Kessler (tot 15/07) ·
Klöden ·  
Kolesov ·
Mazet · 
Mazzoleni (tot 15/07) ·
Michajlov ·
Mizoerov ·  
Morabito ·
Moeravjov · 
Navarro ·
Rast ·
Redondo (tot 15/08) ·  
Savoldelli ·
Schär · 
Sladkov ·
Vinokoerov (tot 31/07) 
Bazajev ·
Brajkovič ·
Colom ·
Contador ·
de Kort ·
Frei ·
Goesev (tot 31/07) ·
Haselbacher ·
Horner ·
Iglinski ·
Ivanov ·
Jakovlev ·
Joachim · 
Kemps · 
Kirejev ·
Klöden ·  
Köpeşov ·
Leipheimer ·
Mazet · 
Mizoerov ·  
Morabito ·
Moeravjov · 
Navarro ·
Noval ·
Paulinho ·
Rast ·
Rubiera ·  
Schär · 
Vaitkus ·
Zejts